# Швейкарт, Фердинанд Карл
Фердина́нд Карл Шве́йкарт (нем. Ferdinand Karl Schweikart; 28 февраля 1780, Эрбах — 17 августа 1857, Кёнигсберг) — немецкий правовед и математик.
Наиболее известен как автор письма Гауссу в 1818 году, где впервые явно утверждалось существование неевклидовой геометрии.

## Биография
Родился 28 февраля 1780 года в Эрбахе. После окончания гимназии в Ганнау, в 1796—1798 годах изучал право на юридическом факультете Марбургского университета, одновременно слушая лекции Иоганна Гауфа на математическом факультете.
Затем слушал лекции по философским и юридическим наукам (Гуфеланда, Шнауберта и Фейербаха) в Йенском университете, где и получил степень доктора юридических наук. 
Затем он был адвокатом графа Эрбаха, а в 1807—1808 годах — учителем у князя Гогенлоэ-Ингельфингена с титулом придворного советника.
С 1806 года, после смерти князя, он стал вести уединенный образ жизни, занимался историческими исследованиями.
Приобретя некоторую известность, отправился в Гейдельбергский университет, где занял кафедру римского права, истории и древностей. 
В 1811—1816 годах был профессором Харьковского университета и деканом этико-политического факультета (под именем Фердинанд Львович Швейкарт); читал на латинском языке энциклопедию и методологию юриспруденции, а также систему римского права, с его историей и герменевтикой; в 1814 году была напечатана его актовая речь «De honoribus academicis». В 1816 году вернулся в Германию: был профессором Марбургского университета, в 1819 году — ректором этого университета. В 1821—1827 годах — профессор Кёнигсбергского университета, где получил степень доктора философии и, сохранив свою профессуру, стал советником прусского Верховного суда.
В 1807 году он опубликовал «Die Theorie der Parallellinien, nebst dem Vorschlage ihrer Verbannung aus der Geometrie» (Теория параллельных линий…).
В харьковский и марбургский периоды жизни он работал над проблемой создания неевклидовой геометрии.
В 1818 году изложил свои соображения в письме, направленном Карлу Фридриху Гауссу.
Это письмо является первым известным письменным документом, в котором явно утверждается существование неевклидовой геометрии.
Увлечение неевклидовой геометрией унаследовал от Швейкарта его племянник Франц Адольф Тауринус.